# 寶島大爆走
《寶島大爆走》，2012年台灣電影，中國片名為：《烏龍戲鳳2012》。由羅安得執導、編劇及配樂。本片主要演員有： 澎恰恰、苑新雨、九孔、房思瑜、趙立新、陳怡蓉、應蔚民（小應）、路斯明、白雲、孔鏘、潘若迪、小call、丫子等人。為一部兩岸合拍片。由興揚電影公司（台灣）、東錦文化傳播有限公司（中國大陸）、北京華錄百納影視有限公司製作。發行商為博偉電影公司（Buena Vista Pictures）、中國電影集團公司、上海華寧電影發行公司。媒體營銷為原子印象電影公司（台灣），北京巨角映畫文化傳媒公司（中國大陸）。

## 劇情簡述
《寶島大爆走》，由羅安得執導、配樂及編劇，定位為賀歲片。故事描述上海姑娘譚豔妃（苑新雨飾）瞞著父親來台灣玩，卻陰錯陽差被當成偷車賊，即將退休的老警察澎恰恰要將她遣送回大陸，一路回台北的過程，兩人「台灣國語」VS「上海話」雞同鴨講不說，澎哥還發現有各路綁匪要綁架這個價值500萬台幣獎金的上海姑娘，因此發生了一段緊張、刺激、爆笑、追趕跑跳碰的旅程。本片主要演員有： 彭樟燦（澎恰恰）、苑新雨、呂孔維（九孔）、房思瑜、趙立新、陳怡蓉、應蔚民（小應）、路斯明、李國弘、孔鏘、潘若迪、郭怡伶（小call）、丫子等人。

## 主要角色

### 角色簡介
| 角色              | 演員             | 介紹 |
| 澎仔              | 澎恰恰           | 即將退休的鵝鑾鼻派出所警察。                                                                                                 |
| 譚豔妃            | 苑新雨           | 來自上海的富家女。 |
| 秦朝              | 九孔             | 與妹在釣蝦場表演以還債。 |
| 秦百合            | 房思瑜           | 與兄相依為命。 |
| 趙霸              | 趙立新           | 譚豔妃的真實父親。 |
| 應在天            | 應蔚民           | 鵝鑾鼻派出所所長。 |
| 馬浩              | 路斯明           | 在鄉下教書的帥氣老師。 |
| 萱萱              | 黃郁茜           | 澎仔的女兒 從小就想當模特兒。                                                                                                |
| 梅姊              | 陳怡蓉           | 留法歸國台妹幫大姐頭。 |
| 留法台妹幫 檳榔花 | 丫子             | 細唸「繃啾！」一聲，用力擠出乳溝搔首弄姿，她是梅姊的第一跟班。梅姊就是她崇拜對象，學著她操台式口音法語，也學著她的心狠手辣。 |
| 留法台妹幫 幫眾   | 黃尹宣（Eason）  | 大膽作風、瘋狂無理的Circus以四缺一之姿演出為留法台妹幫邦主梅姊做牛做馬的暴走族。                                             |
| 留法台妹幫 幫眾   | 林柏昇（Kid）    | 大膽作風、瘋狂無理的Circus以四缺一之姿演出為留法台妹幫邦主梅姊做牛做馬的暴走族。                                             |
| 留法台妹幫 幫眾   | 廖人帥（Leo）    | 大膽作風、瘋狂無理的Circus以四缺一之姿演出為留法台妹幫邦主梅姊做牛做馬的暴走族。                                             |
|                   | 楊萍             | 婚紗女模之一 搶走萱萱攝影師男友                                                                                              |
|                   | 白雲             | 香腸攤老闆。 |
| 阿雄              | 郭怡伶（小call） | 警察 |
|                   | 孔鏘             | 分駐所警察 與彭仔是多年好友                                                                                                  |
|                   | 潘若迪           | 健身俱樂部教練 |

## 幕後團隊簡介
- 製片：唐在揚、黃志明
- 導演：羅安得
- 編劇：羅安得
- 攝影：陳楚強
- 剪接：顧曉芸
- 美術：林孟兒
- 造型：王佳惠
- 武指：楊志龍
- 配樂：羅安得

### 外景拍攝
- 高雄市六合夜市
- 台中市政府
- 台中市梧棲老街
- 台中市梧棲朝元宮
- 台中市20號倉庫

此外，臺中市政府也給予該片160萬元輔導金及拍攝支援。

## 評價
全台票房僅約500萬元，未能夠收回成本，並遭網友毒舌該片是「爛片中的戰神」。對岸片名因為兩岸語文習慣與審批作業，改為《烏龍戲鳳2012》，票房合計大約300萬元人民幣。。台灣、香港、東南亞電視版權由衛視購買，2012年7月28日首播，收視率超過1.7。中國大陸電視版權，於央視6台播出。

## 外部連結
- 《寶島大爆走》的Facebook專頁
- 《寶島大爆走》的新浪微博
- Yahoo奇摩電影上《寶島大爆走》的資料（繁體中文）
- MSN娛樂上《寶島大爆走》的資料（繁體中文）

- 開眼電影網上《寶島大爆走》的資料（繁體中文）
- 豆瓣电影上《乌龙戏凤2012》的資料 （简体中文）
- 时光网上《乌龙戏凤2012》的資料（简体中文）
- AllMovie上《寶島大爆走》的资料（英文）
- 爛番茄上《寶島大爆走》的資料（英文）
- 香港影庫上《寶島大爆走》的資料（繁體中文）
- 互联网电影数据库（IMDb）上《寶島大爆走》的资料（英文）